# Wama (huyện)
Wama là một huyện thuộc tỉnh Nurestan, Afghanistan. Dân số thời điểm năm 1999 là 7,985 người.